# SummerSlam (2011)
SummerSlam (2011) – wrestlingowa gala w systemie pay-per-view wyprodukowana przez World Wrestling Entertainment (WWE), w hali sportowej Staples Center znajdującej się w Los Angeles, Kalifornia w Stanach Zjednoczych.

## Wyniki
| #    | Walka                                                                                     | Rodzaj walki                                                                          | Czas  |
| ---- | ----------------------------------------------------------------------------------------- | ------------------------------------------------------------------------------------- | ----- |
| Dark | Dolph Ziggler (w/ Vickie Guerrero) pokonał Alexa Rileya                                   | Singles match                                                                         | n/a   |
| 1    | Kofi Kingston, Rey Mysterio & John Morrison pokonali Alberto Del Rio, R-Trutha & The Miza | Six-man tag team match                                                                | 13:38 |
| 2    | Mark Henry pokonał Sheamus'a po wyliczeniu.                                               | Singles match                                                                         | 11:22 |
| 3    | Kelly Kelly (c) (w/ Eve) pokonała Beth Phoenix (w/ Natalya)                               | Singles match + WWE Divas Championship                                                | 7:48  |
| 4    | Wade Barrett pokonał Daniela Bryana                                                       | Singles match                                                                         | 11:47 |
| 5    | Randy Orton pokonał Christiana                                                            | No Holds Barred match + World Heavyweight Championship                                | 23:48 |
| 6    | CM Punk pokonał John Cena                                                                 | Singles match o tytuł Niekwstionowanego Mistrza WWE z sędzią specjalnym Triple H'em   | 26:14 |
| 7    | Alberto Del Rio pokonał CM Punka                                                          | Singles match + WWE Championship Del Rio wykorzystał swój kontrakt Money in the Bank. | 00:12 |